# Lamna
Lamna – rodzaj morskich ryb chrzęstnoszkieletowych z rodziny lamnowatych (Lamnidae).

## Rozmieszczenie geograficzne
Pacyfik i Atlantyk (m.in. Morze Śródziemne, Morze Północne, Bałtyk).

## Rozmiary
Długość ciała do 350 cm; masa ciała do 230 kg.

## Systematyka
Rodzaj zdefiniował w 1816 roku francuski przyrodnik Georges Cuvier w publikacji własnego autorstwa poświęconej królestwu zwierząt, wraz z ich klasyfikacją, historią naturalną i anatomią porównawczą. Gatunkiem typowym jest (późniejsze oznaczenie monotypowe) lamna śledziowa (L. nasus).

### Etymologia
- Lamna: gr. λαμνα lamna ‘drapieżna ryba, rekin’, od λαιμος laimos ‘gardło’ lub Λαμια Lamia ‘Lamia’, w mitologii greckiej potwór pożerający dzieci[8].
- Lamia: gr. λαμια lamia ‘rekin’, od Λαμια Lamia ‘Lamia’, w mitologii greckiej potwór pożerający dzieci[9]. Gatunek typowy (oznaczenie monotypowe): Squalus cornubicus Gmelin, 1789 (= Squalus nasus Bonnaterre, 1788).
- Selanonius: etymologia niejasna, Fleming nie wyjaśnił znaczenia nazwy rodzajowej[3]. Gatunek typowy (oznaczenie monotypowe): Selanonius walkeri Fleming, 1828 (= Squalus nasus Bonnaterre, 1788).
- Exoles: gr. εξωλης exōlēs ‘całkowicie zniszczone’[10].

### Podział systematyczny
Gatunki zaliczane do tego rodzaju:
- Lamna ditropis Hubbs & Follett, 1947 – lamna dwustępkowa[11]
- Lamna nasus (Bonnaterre, 1788) – lamna śledziowa[11]